# Konwencja Demokratyczna
Konwencja Demokratyczna (fr. Convention démocrate, CD) – francuskie liberalne ugrupowanie polityczne.

## Historia
Ugrupowanie powstało pod nazwą Partia Ludowa na rzecz Demokracji Francuskiej (fr. Parti populaire pour la démocratie française, PPDF). Zostało założone na bazie powstałej w połowie lat 60. federacji klubów dyskusyjnych (fr. Fédération nationale des Clubs Perspectives et Réalités) przez stronników Valéry'ego Giscarda d'Estaing, twórcy Unii na rzecz Demokracji Francuskiej.
Na czele ugrupowania stanął Hervé de Charette. W 1998 część polityków PPDF przyłączyła się do Demokracji Liberalnej (m.in. późniejszy premier Jean-Pierre Raffarin), natomiast partia w ramach tzw. Nowej UDF uzyskała status ugrupowania autonomicznego. W 2002 PPDF wystąpiła z UDF i włączyła się w budowę Unii na rzecz Ruchu Ludowego. W tym samym roku zaprzestała faktycznie samodzielnej działalności, a jej byli członkowie powołali w ramach UMP sformalizowaną stowarzyszoną frakcję pod nazwą Konwencja Demokratyczna (fr. Convention démocrate). Po kilku latach CD uzyskała status partii politycznej. W 2011 przyłączyła się do nowej centrowej koalicji pod nazwą Sojusz. Później formacja powróciła do formuły federacji klubów dyskusyjnych (w której kierownictwo objął Yves Jégo).